# Pat Morita
Noriyuki „Pat” Morita (Isleton, Kalifornia, 1932. június 28. – Las Vegas, Nevada, 2005. november 24.) amerikai stand-up komikus és színész.
Gyakran szerepelt televíziós sorozatokban – leghosszabb ideig a Happy Days (1975-1983) és Sanford and Son (1974–1976) című sitcomokban. Főszerepet játszott az ABC rövid életű Mr. T and Tina (1976) című sorozatában és az Ohara (1987–1988) című bűnügyi drámasorozatában is.
A mozivásznon legemlékezetesebb és kritikailag is legsikeresebb alakítása Mr. Miyagi volt a Karate kölyök (1984) című filmben és annak három folytatásában. Az eredeti, 1984-es filmben nyújtott alakításáért Oscar-díjra jelölték legjobb férfi mellékszereplő kategóriában. A szerep egy 1985-ös Golden Globe-jelölést is hozott számára, ugyanebben a kategóriában. 1986-ban ismét Golden Globe-ra jelölték, ezúttal az Amos című tévéfilmért, mint legjobb férfi mellékszereplő. A szerepért egy Primetime Emmy-jelölést is magáénak tudhatott, legjobb férfi főszereplő kategóriában.

## Színészi pályafutása

### 1970-es évek

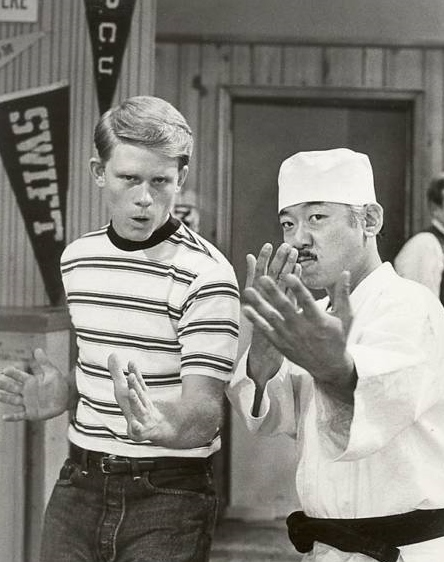
Ron Howard (balra) és Morita a Happy Days 1975-ös promóciós fényképén

Első filmes szerepeit a Ízig-vérig modern Millie (1967) és a Pancser a vadnyugaton (1968) című filmekben kapta – mindkettőben egy erősen sztereotipizált alvilági csatlós szerepében tűnik fel. A M*A*S*H című szituációs komédiában Sam Pak dél-koreai századost alakította visszatérő szerepben, amely segített beindítani Morita színészi karrierjét. A A Midway-i csata című 1976-os háborús filmben Kuszaka Rjúnoszuke ellentengernagyot személyesítette meg.
1975 és 1976 között visszatérő szerepben játszotta az étteremtulajdonos Matsuo 'Arnold' Takahashit a Happy Days című sorozat harmadik évadában. Később vendégszereplőként 1977-ben és 1979-ben is visszatért a műsorba. Ezt követően 1976-ban a Mr. T and Tina című rövid életű, egy hónap után megszűnt ABC-sorozatban szerepelt, mint a feltaláló Taro Takahashi. 1977-ben a Blansky's Beauties-ban Morita „feltámasztotta” a Happy Days Arnoldjának karakterét és később a Happy Days-be is visszatért az 1983-84-es évad erejéig. További jelentősebb szerepei közé tartozik a Sanford and Son című szituációs komédiában Ah Chew alakja (1974 és 1976 között).

### 1984 – a Karate kölyök
Morita világhírnevet az 1984-es a Karate kölyök című filmmel szerzett. Ebben a bölcs karateoktatót, Keisuke Miyagit alakítja, aki a Ralph Macchio által alakított középiskolás fiú, Daniel harcművész mestere lesz. Alakításáért Moritát Oscar-díjra jelölték legjobb férfi mellékszereplő kategóriában. Egy további Golden Globe-díj jelölést is kapott, hasonló kategóriában. További három alkalommal bújhatott Miyagi bőrébe, a Karate kölyök 2. (1986), a Karate kölyök 3. (1989) és Az új karate kölyök (1994) című folytatásokban (utóbbiban Macchio szerepét az akkor még kezdő színésznőnek számító Hilary Swank vette át). Bár Morita sosem gyakorolt semmilyen harcművészetet, a film kedvéért elsajátította a szükséges mozdulatokat. A producer Jerry Weintraub tanácsára a stáblistán eredeti nevét használta a „Pat” művésznév helyett, ezzel is kihangsúlyozva Miyagi származását. Az 57. Oscar-gálán a színész szintén Noriyuki „Pat” Morita néven jelent meg. Érdekesség, hogy Weintraub eredetileg nem őt akarta kiválasztani Miyagi szerepére, mert az általa komikus színésznek tartott Morita helyett egy „fajsúlyosabb” színészt keresett. Moritának öt alkalommal is bizonyítania kellett szakmai rátermettségét, mielőtt elnyerte a szerepet.

### Későbbi karrierje
Az Amos című, 1985-ben bemutatott és Kirk Douglas főszereplésével készült tévéfilmben Tommy Tanaka szerepe ismét kritikai elismerést hozott számára. Legjobb férfi mellékszereplő (sorozat, minisorozat vagy tévéfilm) kategóriában Golden Globe-ra jelölték és egy Primetime Emmy-jelölést is kiérdemelt, hasonló kategóriában. 1987 és 1988 között az ABC Ohara című bűnügyi sorozatában játszott főszereplőként. Az 1980-as évek végétől haláláig főként televíziós sorozatokban vendégszerepelt, a Karate kölyök sikerét nem tudta megismételni a filmvásznon. Mellékszereplőként kevésbé emlékezetes, legtöbbször csak videón megjelent filmekben tűnt fel (Véres játék 2., Véres játék 3., Amerikai nindzsa 5., A nindzsa árnyéka, Karate kutya).
Szinkronszínészként jelentősebb alakítása volt az 1990-es évek végén a Mulan című 1998-as Disney-filmben. A szinkronszerepet a film 2004-es DVD-folytatásában is elvállalta.

## Halála
2005. november 24-én hunyt el Las Vegas-ban, 73 évesen. Halála kapcsán egymásnak ellentmondó hírek jelentek meg: lánya, Aly Morita szerint szívrohamban halt meg, míg a színész menedzsere, Arnold Soloway veseelégtelenséget említett.
Földi maradványainak a Palm Green Valley Mortuary and Cemetery adott végső otthont.

## Válogatott filmográfia

### Film
| Év   | Magyar cím                       | Eredeti cím                               | Szerep                             | Magyar hang       |
| ---- | -------------------------------- | ----------------------------------------- | ---------------------------------- | ----------------- |
| 1967 | Ízig-vérig modern Millie         | Thoroughly Modern Millie                  | keleti férfi                       | Szokol Péter      |
| 1968 | Pancser a vadnyugaton            | The Shakiest Gun in the West              | Wong                               |                   |
| 1972 | Az ördögi Roy Slade              | Evil Roy Slade                            | Turhan                             |                   |
| 1972 |                                  | Every Little Crook and Nanny              | Nonaka                             |                   |
| 1972 |                                  | Where Does It Hurt?                       | Nishimoto                          |                   |
| 1972 |                                  | Cancel My Reservation                     | Yamamoto                           |                   |
| 1974 |                                  | Punch and Jody                            | Takahasi                           |                   |
| 1975 |                                  | I Wonder Who's Killing Her Now?           | Heshy Yamamoto                     |                   |
| 1976 |                                  | Farewell to Manzanar                      | Zenahiro                           |                   |
| 1976 | A Midway-i csata                 | Midway                                    | Kuszaka Rjúnoszuke ellentengernagy | Dobránszky Zoltán |
| 1980 |                                  | Hito Hata: Raise the Banner               | Yamada                             |                   |
| 1980 | Az idő szorításában              | When Time Ran Out                         | Sam                                | Botár Endre       |
| 1981 | Telihold gimi                    | Full Moon High                            | ezüstműves                         | Botár Endre       |
| 1982 |                                  | Savannah Smiles                           | O'Hara atya                        |                   |
| 1982 |                                  | Jimmy the Kid                             | Maurice                            |                   |
| 1982 |                                  | Slapstick of Another Kind                 | Ah Fong, kínai nagykövet           |                   |
| 1984 | Karate kölyök                    | The Karate Kid                            | Mr. Kesuke Miyagi                  | Makay Sándor      |
| 1984 | Karate kölyök                    | The Karate Kid                            | Mr. Kesuke Miyagi                  | Cs. Németh Lajos  |
| 1984 | Karate kölyök                    | The Karate Kid                            | Mr. Kesuke Miyagi                  | Harsányi Gábor    |
| 1984 | Mohó kopó, okos lopó             | Night Patrol                              | nemi erőszak áldozata              | Somlai Edina      |
| 1985 |                                  | Amos                                      | Tommy Tanaka                       |                   |
| 1985 | Alice csodaországban             | Alice in Wonderland                       | The Horse                          |                   |
| 1986 | Karate kölyök 2.                 | The Karate Kid Part II                    | Mr. Kesuke Miyagi                  | Cs. Németh Lajos  |
| 1986 | Karate kölyök 2.                 | The Karate Kid Part II                    | Mr. Kesuke Miyagi                  | Harsányi Gábor    |
| 1986 |                                  | Babes in Toyland                          | játékkészítő                       |                   |
| 1987 | Rabul ejtett szívek              | Captive Hearts                            | Fukushima                          | Gruber Hugó       |
| 1989 | Karate kölyök 3.                 | The Karate Kid Part III                   | Mr. Kesuke Miyagi                  | Pálfai Péter      |
| 1989 | Hívatlan szövetséges             | Collision Course                          | Fujitsuka Natsuo nyomozó           | Dobránszky Zoltán |
| 1991 |                                  | Strawberry Road                           | idős férfi testvére                |                   |
| 1991 |                                  | Do or Die                                 | Masakana 'Kane' Kaneshiro          |                   |
| 1991 |                                  | Lena's Holiday                            | Fred                               |                   |
| 1991 |                                  | Goodbye Paradise                          | Ben                                |                   |
| 1992 | Nászút Vegasba                   | Honeymoon in Vegas                        | Mahi Mahi                          | Barbinek Péter    |
| 1992 | Nászút Vegasba                   | Honeymoon in Vegas                        | Mahi Mahi                          | Versényi László   |
| 1992 |                                  | Miracle Beach                             | Gus                                |                   |
| 1992 |                                  | Auntie Lee's Meat Pies                    | Koal séf                           |                   |
| 1992 |                                  | Great Conquest: The Romance of 3 Kingdoms | narrátor (angol hangja)            |                   |
| 1992 |                                  | Genghis Khan (nem mutatták be)            | Wang császár                       |                   |
| 1993 | Amerikai nindzsa 5.              | American Ninja V                          | Tetsu mester                       | Kenderesi Tibor   |
| 1993 | Amerikai nindzsa 5.              | American Ninja V                          | Tetsu mester                       | Verebély Iván     |
| 1993 | Néha a csajok is úgy vannak vele | Even Cowgirls Get the Blues               | kínai férfi                        | Botár Endre       |
| 1993 |                                  | Living and Working in Space               | Cap                                |                   |
| 1994 | Az új karate kölyök              | The Next Karate Kid                       | Mr. Kesuke Miyagi                  | Versényi László   |
| 1995 |                                  | Timemaster                                | Isaiah                             |                   |
| 1995 |                                  | The Misery Brothers                       | bíró                               |                   |
| 1996 | Véres játék 2.                   | Bloodsport II: The Next Kumite            | David Leung                        | Botár Endre       |
| 1996 | Drágám, add az életed!           | Spy Hard                                  | Brian, pincér az étteremben        | Galbenisz Tomasz  |
| 1996 | Reggie imája                     | Reggie's Prayer                           | igazgató                           |                   |
| 1996 | Véres játék 3.                   | Bloodsport III                            | David Leung                        | Wohlmuth István   |
| 1996 | Föld mínusz zéró                 | Earth Minus Zero                          | Dr. Mobius Jefferson               | Kun Vilmos        |
| 1997 |                                  | Captured Alive                            | Sam Kashawahara                    |                   |
| 1998 | Mulan                            | Mulan                                     | Kína császára (hangja)             | Makay Sándor      |
| 1999 |                                  | King Cobra                                | Nick Hashimoto                     |                   |
| 1999 | Inferno – A bűnös város          | Inferno                                   | Jubal Early                        | Gyürki István     |
| 1999 | Inferno – A bűnös város          | Inferno                                   | Jubal Early                        | Seres Lajos       |
| 2000 |                                  | Brother                                   | férfi a pókerasztalnál             |                   |
| 2000 | Áprilisi emlékek                 | I'll Remember April                       | Abe Tanaka                         |                   |
| 2000 |                                  | Hammerlock                                | Un Huong Lo                        |                   |
| 2001 |                                  | House of Luk                              | Kwang Luk                          |                   |
| 2001 |                                  | The Boys of Sunset Ridge                  | Charlie Watanabe                   |                   |
| 2001 | A világ közepe                   | The Center of the World                   | taxisofőr                          |                   |
| 2001 | A nindzsa árnyéka                | Shadow Fury                               | Dr. Oh                             |                   |
| 2001 |                                  | Volcano High (angol nyelvű változat)      | Jang Hak-Sa igazgató               |                   |
| 2002 |                                  | The Stone man                             | Stevens professzor                 |                   |
| 2002 |                                  | The Biggest Fan                           | Richard Limp                       |                   |
| 2003 |                                  | High Roller: The Stu Ungar Story          | Mr. Leo                            |                   |
| 2004 | Mindörökké Elvis                 | Elvis Has Left the Building               | turbános férfi                     |                   |
| 2004 | Mulan 2.                         | Mulan II                                  | Kína császára (hangja)             |                   |
| 2004 | Karate kutya                     | The Karate Dog                            | Chin Li                            | Versényi László   |
| 2005 | Apa-csata                        | Down and Derby                            | Ono Yakimoto                       |                   |
| 2005 |                                  | American Fusion                           | Lao Dong                           |                   |

Egyéb filmek
- 1997: Beyond Barbed Wire (dokumentumfilm) – narrátor
- 1999: Los Gringos (rövidfilm) – szamuráj
- 2000: Talk to Taka (rövidfilm) – Taka
- 2000: Diamonds in the Rough: The Legacy of Japanese American Baseball (dokumentumfilm) – narrátor

### Televízió
| Év        | Magyar cím            | Eredeti cím                     | Szerep                       | Megjegyzések |
| --------- | --------------------- | ------------------------------- | ---------------------------- | ------------ |
| 1972      | Columbo               | Columbo                         | inas                         | 1 epizód     |
| 1973-1974 |                       | M*A*S*H                         | Sam Pak százados             | 2 epizód     |
| 1975-1983 |                       | Happy Days                      | Matsuo 'Arnold' Takahashi    | 26 epizód    |
| 1990      |                       | Hiroshima: Out of the Ashes     | Yoodo Toda                   | tévéfilm     |
| 1994      | Kaliforniába jöttem   | The Fresh Prince of Bel-Air     | Mr. Yoshi                    | 1 epizód     |
| 1996      | Gyilkos sorok         | Murder She Wrote                | Akira Hitaki                 | 1 epizód     |
| 1996      | Egy rém rendes család | Married... with Children        | bankár                       | 1 epizód     |
| 1996      | A kis gézengúz        | Boy Meets World                 | bölcs férfi                  | 1 epizód     |
| 1996–1998 |                       | The Mystery Files of Shelby Woo | Mike 'Nagyapa' Woo           | 29 epizód    |
| 1998      |                       | Family Matters                  | Mr. Tanaka                   | 1 epizód     |
| 1998      | Végtelen határok      | The Outer Limits                | Dr. Michael Chen             | 1 epizód     |
| 1998–1999 |                       | Adventures with Kanga Roddy     | Pat nagybácsi                | 39 epizód    |
| 2005      | Robotcsirke           | Robot Chicken                   | önmaga (hangja)              | 1 epizód     |
| 2018      | Cobra Kai             | Cobra Kai                       | Mr. Miyagi (archív felvétel) | 2 epizód     |

## Díjak és jelölések
| Jelölés éve | Jelölt mű        | Díj                | Kategória                                                         | Eredmény |
| ----------- | ---------------- | ------------------ | ----------------------------------------------------------------- | -------- |
| 1985        | Karate kölyök    | Oscar-díj          | legjobb férfi mellékszereplő                                      | Jelölve  |
| 1985        | Karate kölyök    | Golden Globe-díj   | legjobb férfi mellékszereplő                                      | Jelölve  |
| 1986        | Amos             | Golden Globe-díj   | legjobb férfi mellékszereplő (sorozat, minisorozat vagy tévéfilm) | Jelölve  |
| 1986        | Amos             | Primetime Emmy-díj | legjobb férfi mellékszereplő (minisorozat vagy tévéfilm)          | Jelölve  |
| 1990        | Karate kölyök 3. | Arany Málna díj    | legrosszabb férfi mellékszereplő                                  | Jelölve  |

1994. augusztus 4-én a színész saját csillagot kapott a Hollywoodi hírességek sétányán.

## Fordítás
- Ez a szócikk részben vagy egészben  a   Pat Morita című angol Wikipédia-szócikk ezen változatának fordításán alapul.  Az eredeti cikk szerkesztőit annak laptörténete sorolja fel. Ez a jelzés csupán a megfogalmazás eredetét és a szerzői jogokat jelzi, nem szolgál a cikkben szereplő információk forrásmegjelöléseként.